# Ángel Uceda López
Àngel Uceda López (Segura de la Sierra, Jaén, 24 de maig de 1875 - Madrid, 16 de desembre de 1936) va ser un polític espanyol que va ocupar el càrrec de Diputat a Corts durant la legislatura 1919-1920. Va ser elegit per aquest càrrec pel districte de Villacarrillo, circumscripció de Jaén. La seva carrera política com a Diputat a Corts va arribar a la seva fi el 2 d'octubre de 1920, quan va ser donada de baixa la seva credencial.